# Valdecuna
Valdecuna (en asturiano y oficialmente Cuna) es una parroquia y un barrio del concejo de Mieres en la comarca del Caudal, Principado de Asturias, España.

## Geografía
La parroquia posee una extensión de 5,26 km² y suma 409 habitantes en 2022. Se reparten sobre las dos márgenes del Valle de Cuna en el tramo próximo al río Caudal y consta de un total de 18 núcleos según el nomenclátor de 2022.
La parroquia, consagrada a Santa María, limita al norte con la parroquia de Siana; al noreste con la de Mieres (extrarradio); al este con la de Santuyano; al sur con la de Ujo; y al oeste con la de Gaḷḷegos, con la que conforma el Vaḷḷe de Cuna.
La actividad económica de la parroquia se centra en la agricultura y la ganadería. Destacan las pomaradas y la huerta en la primera, y las cabezas de vacuno en la segunda.
El paisaje no ha sufrido la agresión de la explotación minera como en el resto del concejo de forma que se conserva el ecosistema intacto, lo que hacen de la parroquia que sea una de las más atractivas desde el punto de vista turístico, con valores añadidos desde los puntos de vista gastronómico, cultural y religioso.
Dentro de su territorio lleno de caseríos tradicionales, hay varias casonas solariegas y el Santuario de los santos mártires Cosme y Damián, patronos del concejo y centro de peregrinación con una gran tradición romera, especialmente el 27 de septiembre.

## Patrimonio

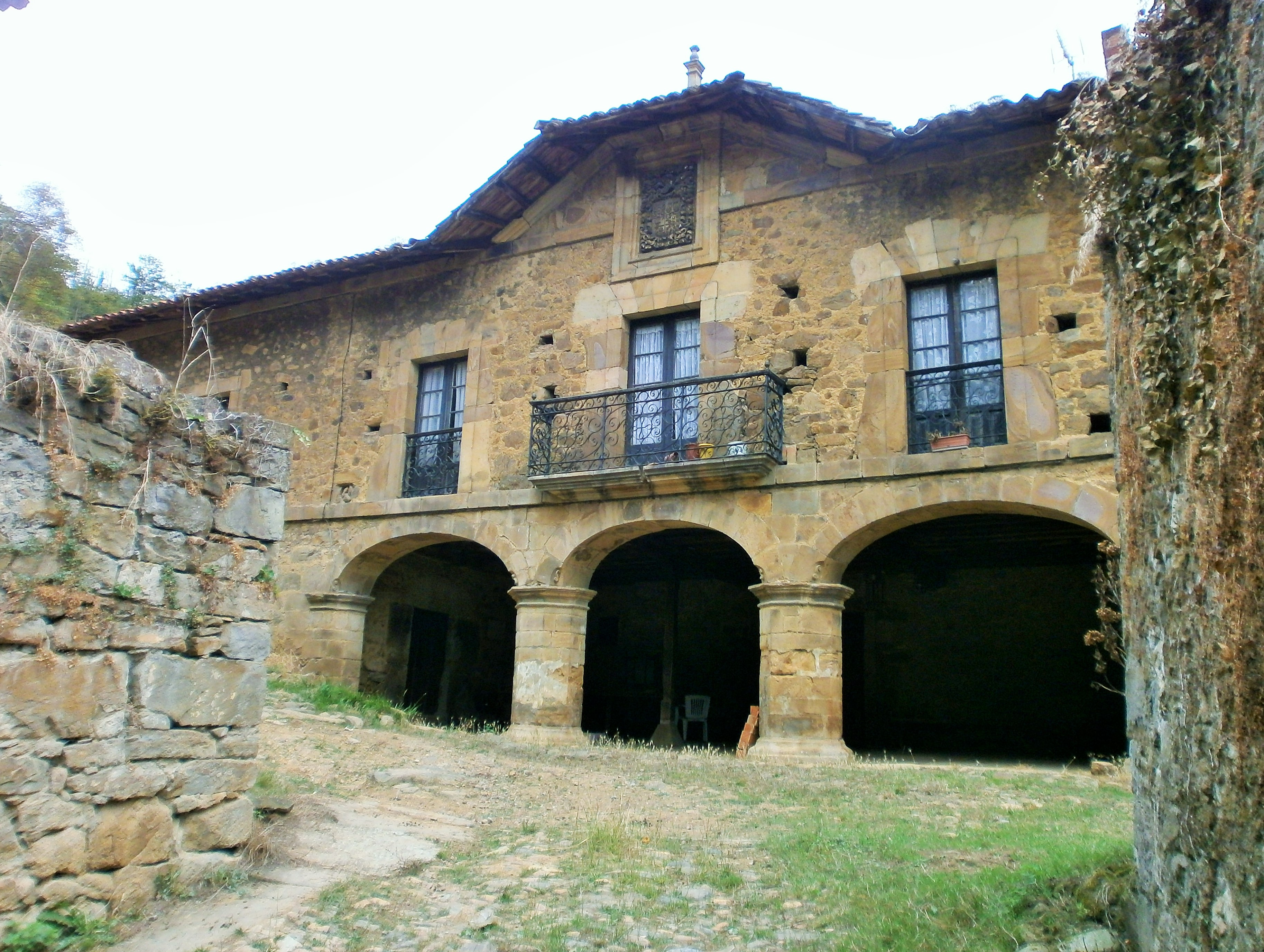
Palacio del Valletu

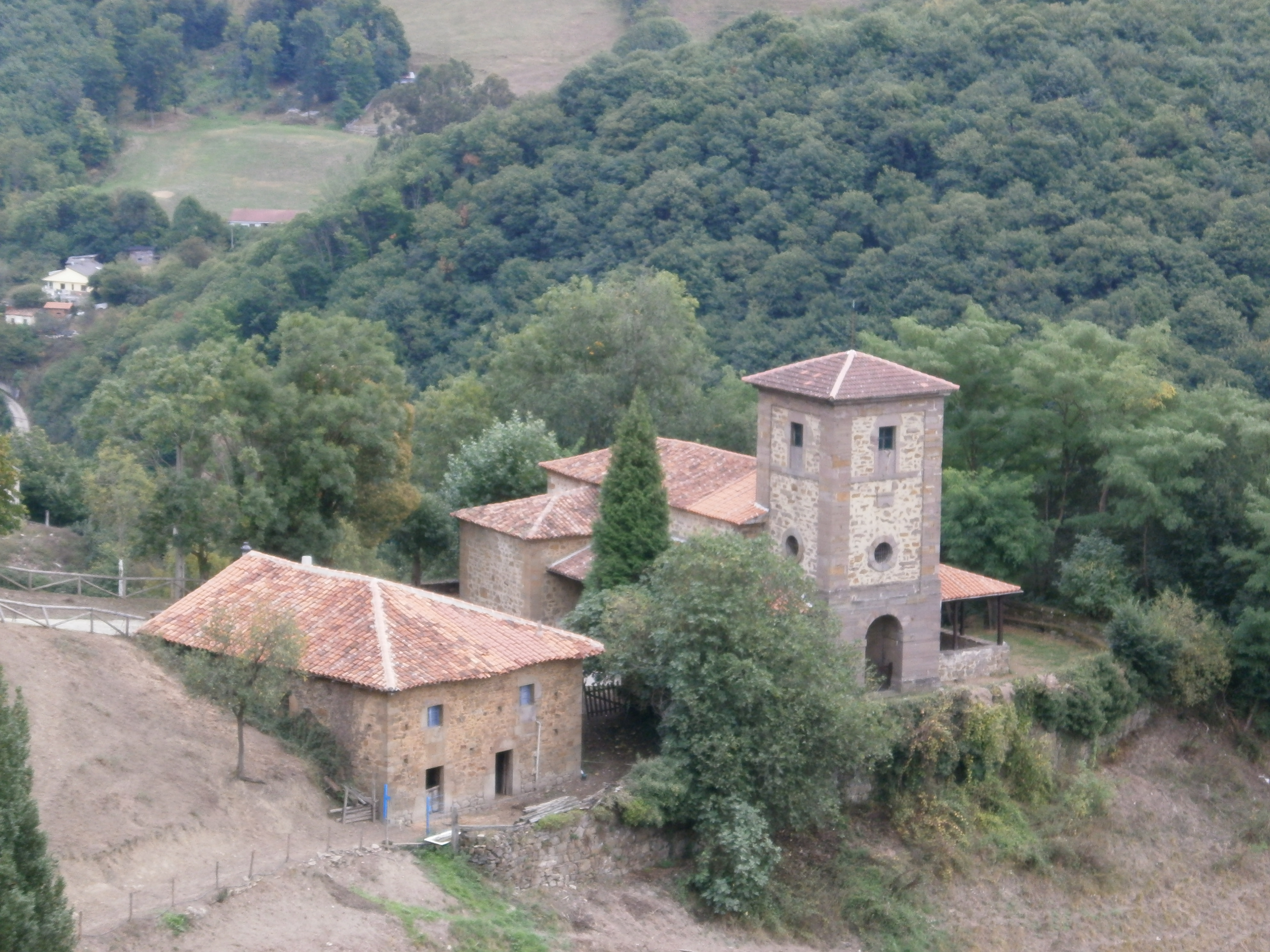
Santuario de los mártires de Cuna

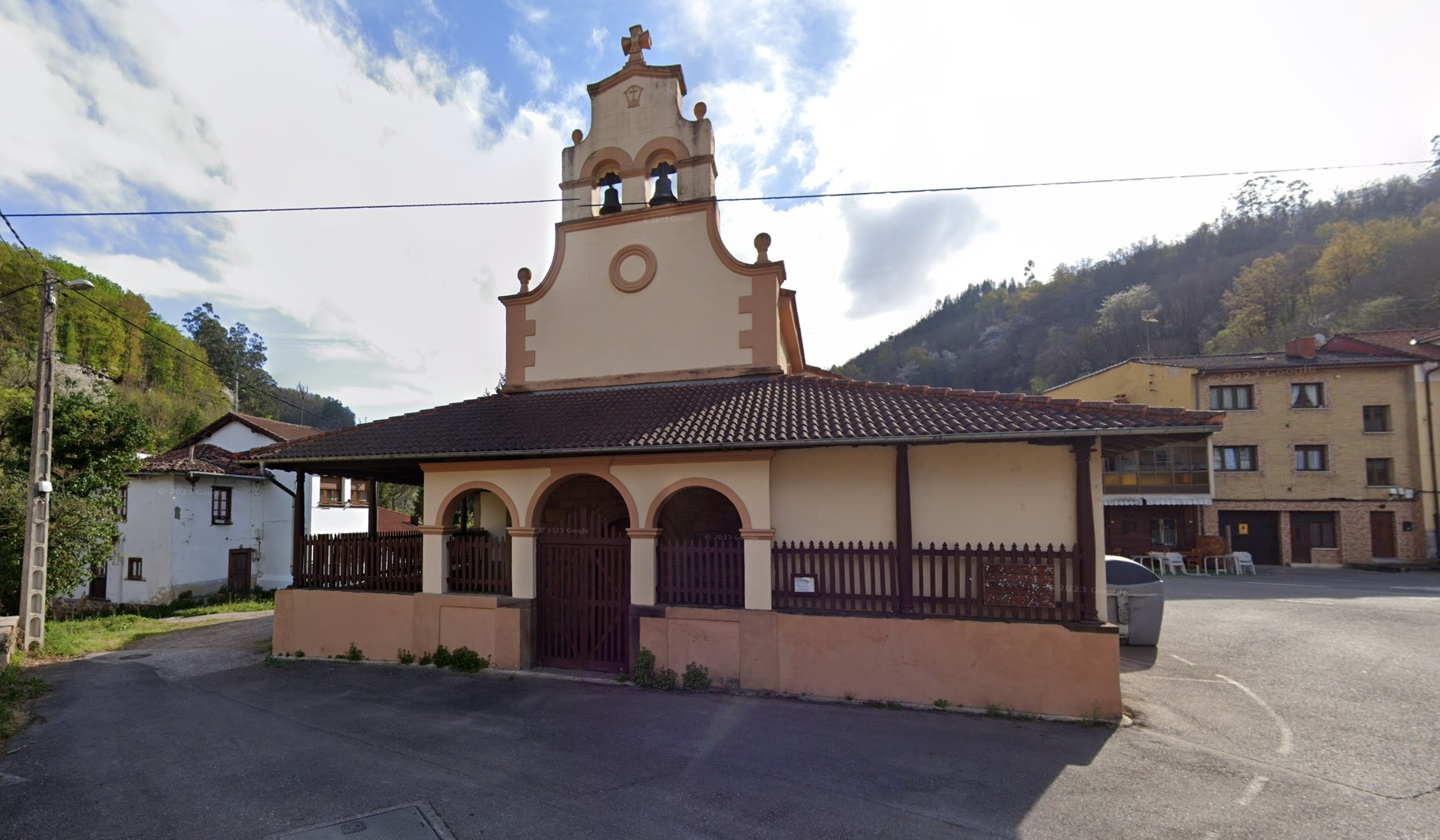
Iglesia Parroquial de Santa María de Cuna

- Palacio del Valletu. Palacio rural localizado en El Valletu, casa solar de los Vázquez de Prada desde su construcción, permaneciendo en la familia hasta la actualidad. Es uno de los mejores exponentes de la arquitectura palacial barroca del concejo.
- Casona de Viade. Casona con capilla de principios del siglo XVII
- Santuario de San Cosme y San Damián. Templo barroco de principios del siglo XVIII con planta de cruz latina, con cabildo en tres fachadas y torre sobre los pies. La cabecera, que alcanza la misma altura de que la nave, es plana, con contrafuertes angulares. Los pórticos se apoyan en pies derechos de madera sobre muretes y enlazan con el piso bajo de la torre, que es circulable y se abre en tres arcos de medio punto. La torre, de planta cuadrada, tiene dos pisos con óculos en el primero y ventanas en el superior. La puerta de los pies se enmarca en una gran moldura de orejas. Cada 27 de septiembre se festeja la popular Romería de los Santos Mártires Cosme y Damián, una celebración que fue declarada Fiesta de Interés Turístico Nacional en el año 1969.
- Iglesia parroquial Santa María de Cuna. Iglesia construida en 1774 de corte tradicional, dispuesta en el centro del núcleo de Cuna, con el cementerio segregado dispuesto frente a ella. Destaca la espadaña con sus pináculos y bolas y con óculo cegado, vano bíforo con dos campanas y remate en cruz de calvario. En 1925 se realizaron reformas que ampliaron la planta. Sufrió daños en octubre del 1934, un incendio intencionado en 1936 y finalmente fue reconstruida tras la Guerra Civil.

## Núcleos de población
Los núcleos que conforman la parroquia son:
| Núcleo      | Nombre oficial        | Pob (2022) | Datos INE | Altitud (m.) | Km a Mieres |
| ----------- | --------------------- | ---------- | --------- | ------------ | ----------- |
| Cabojal     | El Coxal              | 13         | [ 4 ]     | 460          | 6,1         |
| La Caseta   | La Caseta             | 0          | [ 5 ]     | 450          | 6,1         |
| Xinales     | Xinales               | 6          | [ 6 ]     | 350          | 4,8         |
| Insierto    | Insierto              | 64         | [ 7 ]     | 347          | 6           |
| Llerón      | El Ḷḷerón             | 31         | [ 8 ]     | 300          | 5,8         |
| Paxío       | Paxío                 | 54         | [ 9 ]     | 410          | 5,5         |
| El Pedroso  | El Pedroso            | 81         | [ 10 ]    | 220          | 3           |
| El Pradón   | El Praón              | 0          | [ 11 ]    | 215          | 2,5         |
| La Tazada   | La Tazá               | 5          | [ 12 ]    | 660          | 6,8         |
| Valcenera   | Valcenera             | 8          | [ 13 ]    | 400          | 6           |
| Valdecuna   | Cuna                  | 57         | [ 14 ]    | 230          | 5           |
| El Valleto  | El Vaḷḷitu/El Valletu | 0          | [ 15 ]    | 230          | 5,3         |
| Viade       | Viade                 | 0          | [ 16 ]    | 260          | 5           |
| Viesca      | Viesca                | 8          | [ 17 ]    | 400          | 6           |
| Villamartín | Viḷḷamartín           | 33         | [ 18 ]    | 310          | 6           |
| La Viña     | La Viña               | 4          | [ 19 ]    | 300          | 6,2         |
| Casaviedra  | Casaviedra            | 30         | [ 20 ]    | 200          | 6,5         |
| Sobrovio    | Sobrobio              | 15         | [ 21 ]    | 400          | 6,4         |

## Demografía
Según los últimos datos recogidos del año 2022, Valdecuna cuenta con una población de 409 habitantes (205 hombres y 204 mujeres).   
A continuación, se muestra la evolución demográfica desde el año 2000:  
| Gráfica de evolución demográfica de Valdecuna entre 1857 y 2022                          |
|                                                                                          |
| Fuente: Instituto Nacional de Estadística de España - Elaboración gráfica por Wikipedia. |